# Nožnična sluznica
Sluznica nožnice pri odrasli ženski je kisla in vsebuje glikogen, ki ga fermentira Lactobacillus acidophilus. v času pred puberteto ni glikogena v nožnici, zato ima nožnica bazično okolje, posledično so prisotni drugi mikroorganizmi kot so: streptokoki, E.coli, Candida.... Prav tako po menopavzi izgine glikogen, kar povzroči spreminjanje mikroflore odrasle ženske v takšno stanje, kot je bilo pred puberteto.